# Chanea voluta
Espèce
Chanea voluta est une espèce d'araignées aranéomorphes de la famille des Mysmenidae.

## Distribution
Cette espèce est endémique du Tibet en Chine,. Elle se rencontre dans la ville-préfecture de Linzhi.

## Description
Le mâle holotype mesure 0,69 mm et la femelle paratype 0,87 mm.

## Publication originale
- Lin & Li, 2016 : Mysmenidae, a spider family newly recorded from Tibet (Arachnida, Araneae). ZooKeys no 549, p. 51-69 (texte intégral).